# Selva (Santiago del Estero)
Selva è una città dell'Argentina, appartenente alla provincia di Santiago del Estero, situata a 337 km dal capoluogo provinciale.